# Daniela Oeynhausen
Daniela Rita Oeynhausen (* 1972 in Gelsenkirchen) ist eine deutsche Ärztin und Politikerin (AfD). Seit 2022 ist sie Abgeordnete im Landtag Brandenburg.

## Leben
Nach dem Abitur 1992 studierte Oeynhausen Medizin. Das Studium schloss sie 1999 mit dem dritten Staatsexamen der Humanmedizin ab. 2001 erhielt sie die Approbation. 2004 gab sie ihre Dissertation Effizienz der extrakorporalen Stoßwellentherapie (ESWT) bei der Behandlung der Induratio penis plastica (IPP) ab und erhielt den Doktorgrad. Daraufhin war sie in der Chirurgie und Urologie sowie in der Wissenschaft tätig. Von 2018 bis 2022 arbeitete sie als wissenschaftliche Mitarbeiterin bei einem AfD-Bundestagsabgeordneten. Von 2019 bis 2022 war sie zudem Referentin für Gesundheit und Familie in der AfD-Bundestagsfraktion.
Oeynhausen ist römisch-katholisch, verheiratet und hat zwei Kinder. Sie lebt seit 2014 in Birkenwerder.

## Politik
Als Jugendliche war Oeynhausen Mitglied der Jungen Union, verlor aber als Erwachsene den Bezug zur Christdemokratie. Weil sie die Politik der Bundesregierung in der Flüchtlingskrise ab 2015 ablehnte, trat sie 2016 in die AfD ein. Von 2019 bis 2022 war sie sachkundige Einwohnerin für die AfD im Kreistag des Landkreises Oberhavel. Seit 2019 ist sie zudem Mitglied der Gemeindevertretung in Birkenwerder und stellvertretende Vorsitzende der dortigen AfD-Fraktion.
Bei der Landtagswahl in Brandenburg 2019 kandidierte sie für ihre Partei im Landtagswahlkreis Oberhavel II, verfehlte jedoch zunächst den Einzug in den Landtag. Zudem kandidierte sie bei der Bundestagswahl 2021 erfolglos auf Platz 8 der AfD-Landesliste. Am 12. Januar 2022 rückte sie für den verstorbenen Franz Wiese in den brandenburgischen Landtag nach. Bei der Landtagswahl 2024 zog sie über die Landesliste erneut in den Landtag ein. Ihr Landesverband, die AfD Brandenburg, wurde im Jahr darauf auf der Grundlage des in den Vorjahren gesammelten Materials vom Landesverfassungsschutz als „gesichert rechtsextremistisch“ eingestuft.